# Amtsgericht Falkenstein
Das Amtsgericht Falkenstein war von 1879 bis 1952 ein Gericht der ordentlichen Gerichtsbarkeit und eines von zwölf Amtsgerichten im Sprengel des Landgerichtes Plauen mit Sitz in Falkenstein/Vogtl.

## Geschichte
Von 1856 bis 1879 bestand in Falkenstein das Gerichtsamt Falkenstein als erstinstanzliches Gericht. Mit den Reichsjustizgesetzen wurde das Gerichtsamt Falkenstein aufgelöst und das Amtsgericht Falkenstein als Nachfolger des Gerichtsamtes eingerichtet. Der Amtsgerichtsbezirk umfasste anfangs 16.331 Einwohner. Das Gericht hatte damals eine Richterstelle und war eines der kleineren Amtsgerichte im Landgerichtsbezirk. Der Amtsgerichtsbezirk bestand aus Falkenstein mit Hanneloh mit Hohenweg und Lohberg, Bergen mit Jahnsgrün, Steinigt, Streuberg und unterer Jägerswald, Boda, Dorfstadt mit polnischem Michel und Spitzhäuschen, Ellefeld mit Hammer, Hohofen und Juchhöh, Friedrichsgrün, Grünbach, Hammerbrücke mit Ritzbrücke, Kottengrün, Mulde (Muldenhäuser), Muldenberg, Neudorf mit Pachthaus und Unterneudorf, Neustadt mit Winn, Siebenhitz und Scheibenhaus und Winnknock, Oberlauterbach mit Irrgang, Pillmannsgrün mit Oberjägerswald, Poppengrün, Saubachhäuser, Schönau, Siehdichfür, Tannenhaus, Trieb bei Bergen und Werda  mit geigenmühle, Hupfauf und Jahnsmühle sowie das Ellefelder und Tannenhäuser Forstrevier.
Mit den Durchführungsbestimmungen zur Vereinfachung der Gerichtsorganisation im Land Sachsen vom 28. Mai 1951 zur Verordnung vom 5. Mai 1951 wurde das Amtsgericht Falkenstein zum Zweiggericht herabgestuft. Mit dem Gerichtsverfassungsgesetz vom 2. Oktober 1952 wurde das Amtsgericht Falkenstein in der DDR aufgehoben und das Kreisgericht Auerbach an seiner Stelle eingerichtet. Gerichtssprengel war nun der Kreis Auerbach.

## Gerichtsgebäude

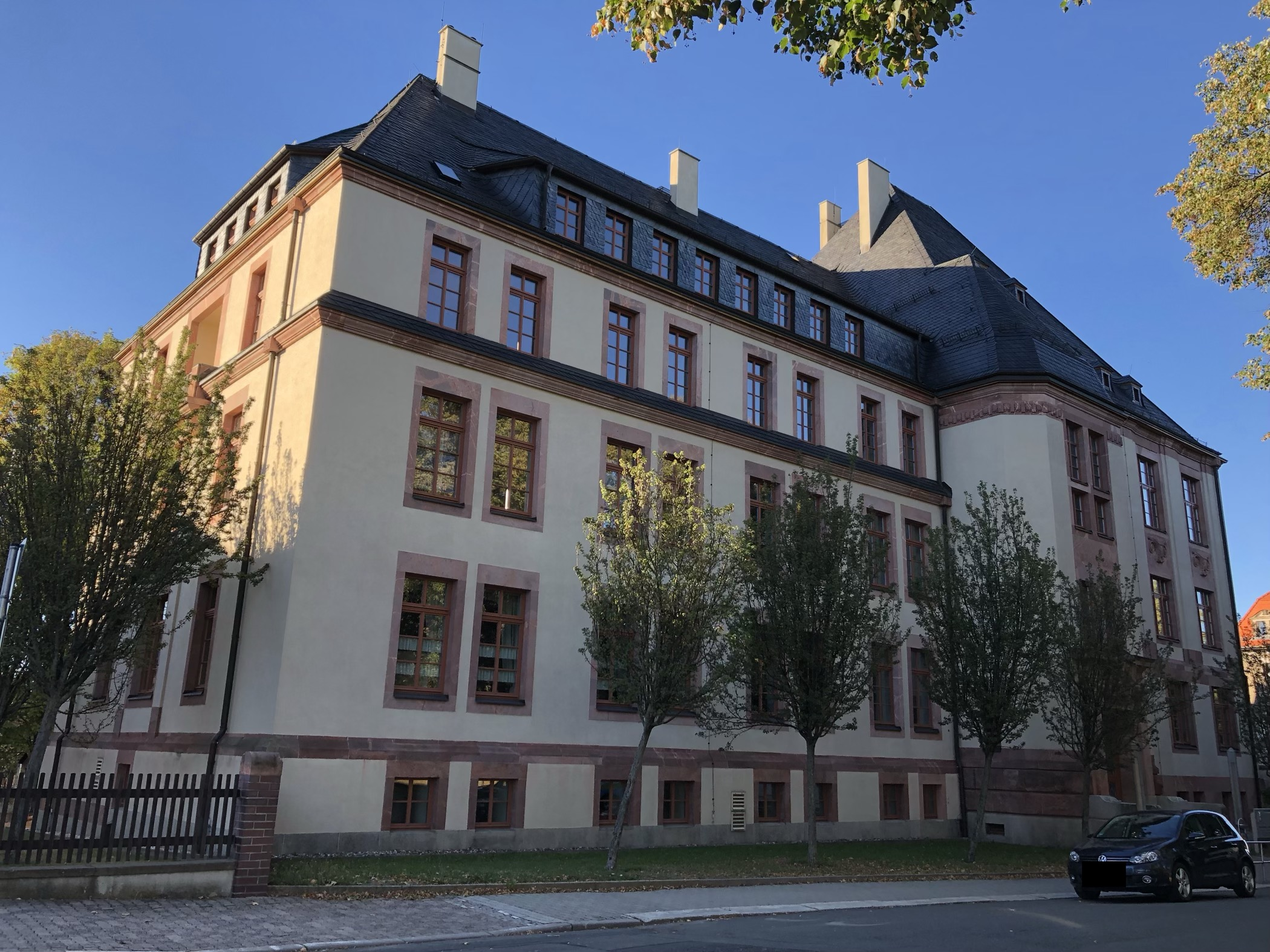
Ehem. Gerichtsgebäude (2018)

Im Jahre 1908 wurde das Gerichtsgebäude (Rosa-Luxemburg-Straße 30) errichtet. Das Gebäude mit Putzfassade, Walmdach, Mittelrisalit und aufwändig gestaltetem Türportal steht aufgrund seiner baugeschichtlichen Bedeutung unter Denkmalschutz. Es wird seit 1952 als Schule genutzt.